# Juan Afara
Juan Eudes Afara Maciel (Santa Rosa de Lima, 19 de agosto de 1960) es un político paraguayo. Desde el 2018 es senador nacional, por el Partido Colorado.
Anteriormente fue vicepresidente de la República, entre 2013 y 2018, durante el gobierno de Horacio Cartes.

## Biografía

### Vida personal y familiar
Nació el 19 de agosto de 1960 en Santa Rosa de Lima, departamento de Misiones. Es hijo de Julio Afara Pavía y de Julia Maciel Martínez. Es de ascendencia siria, siendo sus abuelos inmigrantes provenientes de la ciudad de Salamíe.
Se casó con Luz Marilda Arguello y tuvieron cuatro hijos: Nadua María Belén, Najla Amira, Leila Zahira y Juan Samir.

### Educación
Realizó sus estudios primarios en la Escuela Clementina Irrazábal y los secundarios en las escuelas San Blas de Obligado, Centro Regional de Educación y Carlos Antonio López, las dos últimas sitas en Encarnación.
Se licenció en Ciencias Ambientales en la Universidad Técnica de Comercialización y Desarrollo (UTCD) de esa misma ciudad.

## Trayectoria política
En 1985 fue designado concejal municipal de Tomás Romero Pereira. En 1987 se convirtió en intendente de dicha ciudad, no electo democráticamente, sino designado por la dictadura militar. En 1996 fue finalmente electo como intendente, ocupando el cargo hasta 2001.
En 2002 fue precandidato a gobernador de Itapúa, pero no lo consiguió. Finalmente fue electo gobernador en 2008, asumiendo el cargo el 15 de agosto de ese año.
El 19 de octubre de 2012 renunció a la gobernación para candidatarse a vicepresidente de la República siendo compañero de fórmula de Horacio Cartes en las elecciones generales de 2013.

### Vicepresidencia (2013-2018)
Cartes y Afara ganaron las elecciones, asumiendo este último la vicepresidencia el 15 de agosto de 2013.
En el año 2015, fue distinguido con la Orden de la Estrella Brillante en grado de Gran Cordón por el presidente Ma Ying-jeou por su labor diplomática.

Se presentó como candidato a senador en las elecciones generales de 2018, resultando electo.

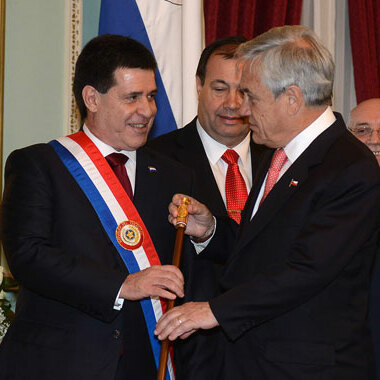
Afara (segundo desde la izquierda) junto con Horacio Cartes y el presidente chileno, Sebastián Piñera.

En la última semana de marzo de 2018, Afara presentó su renuncia ante el congreso para presentarse como senador activo de la República; finalmente el congreso aceptó su renuncia el 11 de abril de dicho año.
Lo reemplazó en la vicepresidencia Alicia Pucheta, quien se convirtió en la primera mujer en ocupar ese cargo.

### Senador Nacional (2018-)
Fue reelecto en las elecciones generales de 2023.